# Kuklík
Kuklík (en allemand : Kuklik) est une commune du district de Žďár nad Sázavou, dans la région de Vysočina, en République tchèque. Sa population s'élevait à 201 habitants en 2020.

## Géographie
Kuklík se trouve à 8 km au nord de Nové Město na Moravě, à 14,5 km au nord-est de Žďár nad Sázavou, à 46 km au nord-est de Jihlava et à 131 km à l'est-sud-est de Prague.
La commune est limitée par Sněžné au nord, par Líšná au nord et à l'est, par Věcov à l'est, par Nové Město na Moravě au sud et à l'ouest et par Kadov à l'ouest.

## Histoire
La première mention écrite de la localité date de 1534.

## Transports
Par la route, Kuklík se trouve à 12 km de Nové Město na Moravě, à 23 km de Žďár nad Sázavou, à 59 km de Jihlava et à 180 km de Prague.